# (8790) 1978 VN9
1978 في أن 9 (ويعرف أيضًا باسم (8790) 1978 في أن 9 وفق تسمية الكوكب الصغير) (بالإنجليزية: 1978 VN9)‏ هو كويكب ضمن حزام الكويكبات؛ وترتيبه 8790 من حيث الاكتشاف.
اكتُشف هذا الجُرم الفلكي بواسطة شيلت جون بوبي في 7 نوفمبر 1978.

## وصلات خارجية
- (8790) 1978 VN9 في قاعدة بيانات مختبر الدفع النفاث لأجرام النظام الشمسي الصغيرة

- الاكتشاف · مخطط المدار ·  العناصر المدارية · المعلمات المادية

- (8790) 1978 VN9 على موقع ويكي سكاي: DSS2, SDSS, GALEX, IRAS, Hydrogen α, X-Ray, Astrophoto, Sky Map, Articles and images